# Thiago Voltolini
Thiago Voltolini (Santo André, 27 de julho de 2002), é um ator e dublador brasileiro. Ficou conhecido por interpretar Joaquim em Além da Ilusão e Caio em A Magia de Aruna. Mais recentemente, viveu seu primeiro protagonista no longa Precisamos Falar.

## Biografia
Thiago Voltolini nasceu em Santo André em 27 de julho de 2002. Desde pequeno demonstrou um forte interesse pelas artes. Participava de diversas atividades extracurriculares de sua escola, como circo e teatro, além de cursos de pintura em tela, patchwork e cartonagem. Frequentemente reunia a família em casa nos aniversários e para fazer apresentações de mágica. 

## Carreira
Em 2009 ingressou no teatro aos seis anos de idade, em Peter Pan no papel-título. No ano seguinte, protagonizou a peça Príncipe Pandolfo Pereba. Em 2011 interpretou o Príncipe em Cinderella. Em 2013 participou da peça Grande Sertão: Veredas como Riobaldo.
Thiago fez sua primeira aparição na TV numa breve participação na novela Carinha de Anjo em 2017, no ano seguinte, fez outra participação em As Aventuras de Poliana. Na mesma época, começou a participar de campanhas publicitárias para marcas como Americanas, Adidas, Itaú e Xaropes Vick, entre outras.
Em 2020 ingressou na Escola de Atores Wolf Maya, mas não concluiu o curso pois, precisou se mudar para o Rio de Janeiro para compor o elenco da novela Além da Ilusão, onde interpretou o jovem Joaquim Alves. Ainda em 2022 participou de Travessia como Duda e no ano seguinte, interpretou o protagonista Moa em um flashback importante no último capítulo de Cara e Coragem. Em seguida interpretou o galã Caio na série do Disney+, A Magia de Aruna.
Em 2024 participou de seu primeiro longa-metragem, onde deu vida ao sociopata Michel em Precisamos Falar. No ano seguinte, deu vida ao cômico Felipe no longa-metragem MMA - Meu Melhor Amigo, de Marcos Mion.
Thiago também se destacou como dublador, sendo responsável pelas chamadas da série da Disney Carlos, no Brasil.

## Filmografia

### Televisão
| Ano  | Título            | Personagem            | Notas |
| ---- | ----------------- | --------------------- | ----- |
| 2022 | Além da Ilusão    | Joaquim Alves (jovem) |       |
| 2022 | Travessia         | Eduardo (Duda)        |       |
| 2023 | Cara e Coragem    | Moacyr Figueira       |       |
| 2023 | A Magia de Aruna  | Caio Prado            |       |
| 2025 | Garota do Momento | Rodolfo               |       |

### Cinema
| Ano  | Título                 | Personagem | Ref.  |
| ---- | ---------------------- | ---------- | ----- |
| 2025 | MMA - Meu Melhor Amigo | Felipe     |       |
| 2025 | Precisamos Falar       | Michel     | [ 7 ] |

## Teatro
| Ano  | Título                   | Personagem |
| ---- | ------------------------ | ---------- |
| 2009 | Peter Pan                | Peter Pan  |
| 2010 | Príncipe Pandolfo Pereba | Pandolfo   |
| 2011 | Cinderella               | Príncipe   |
| 2013 | Grande Sertão: Veredas   | Riobaldo   |